# Famille L'Estendart
La famille L'Estendart ou de Lestendart (devenue Stendardo en italien) est une famille noble française, dont une branche s'est établie dans le royaume de Naples au XIIIe siècle, lors de la conquête angevine.

## Histoire

### Origines
Cette famille paraît être issue des seigneurs de Beynes, originaires d'Île-de-France et vassaux de la maison de Montfort-l'Amaury, à laquelle ils sont peut-être affiliés.
En 1209, on trouve le chevalier Robert de Beynes et son fils Galeran, dit L'Estendart, qui prennent part à la croisade contre les Albigeois aux côtés de Simon de Montfort, et font souche en Languedoc et en Provence. C'est là que serait né, à Berre-l'Étang vers 1217, Guillaume L'Estendart, fils de Galeran.
Pour autant, au moment de la grande enquête sur la noblesse ordonnée par Louis XIV et Colbert, la famille de Lestendart, alors fixée depuis plusieurs générations en Normandie, ne remontera sa filiation que depuis l'an 1536, les preuves réunies étant suffisantes pour garantir la maintenue de noblesse, ainsi obtenue en 1668.
L'Armorial général des registres de la noblesse de France de Louis-Pierre d'Hozier mentionne quant à lui la famille comme établie dans le diocèse de Boulogne-sur-Mer, indique que Charles-Dominique Lestendart, chevalier de Malte en 1699, justifie sa filiation depuis le chevalier Jean Lestendart, vivant vers 1540, et que la famille tenait les seigneuries de Verchocq, Pipemont, Angerville, Saint-Martin, Sores, Chalandry, Bully, Roncherolles et Carnin.

### La conquête sicilienne
Dans le cadre de la lutte entre guelfes et gibelins, le pape Urbain IV veut chasser définitivement la maison de Hohenstaufen du trône sicilien. En 1262, le pontife propose la couronne au frère du roi de France, Charles d'Anjou, comte de Provence. Trois ans plus tard, le 14 mai 1265, celui-ci embarque avec quarante navires et 1 500 hommes. Parmi ces chevaliers, on trouve Guillaume L'Estendart, fils de Galeran, qui, une fois la conquête angevine du Sud de l'Italie concrétisée, sera fait sénéchal de Lombardie, maréchal de Sicile, vicaire général et grand amiral de Sicile.
Son fils, également prénommé Guillaume, s'établit dans le royaume de Sicile, épousant en secondes noces, en 1274, Isabella d'Aquino. Leurs descendants prirent alors le nom italianisé de Stendardo. Certains d'entre eux furent massacrés lors des Vêpres siciliennes, et la branche italienne paraît s'être éteinte au XVe siècle, en la personne de Giovanella Stendardo, comtesse d'Alife et dame d'Arienzo, qui transmit son nom et ses titres à ses enfants qui prirent le nom de Boffa Stendardo.

## Armoiries
La famille L'Estendart portait originellement les armes suivantes : d'argent au lion de sable chargé sur son épaule d'un écusson d'argent à trois fasces de gueules.
La branche italienne portait une variante de ces armes : d'argent au lion de sable, à la bande de gueules brochant sur le tout.